# Головатий Антон Андрійович
Анто́н (або Анті́н) Андрі́йович Голова́тий (1744 — 28 січня (8 лютого) 1797) — козацький кошовий отаман, полковник Самарської паланки, бригадир РІА, командувач Чорноморської козацької флотилії.

## Початок життя
Народився близько 1744 року.
У неповних 13 років був записаний до Кущівського куреня Підпільненської Січі, де з 1757 року навчався в січовій старшинській школі. Виявив неабиякі здібності в військовій справі та в інших науках. Мав літературний хист, писав вірші й пісні, співав і добре грав на бандурі. В неповні 20 років був обраний на курінного отамана, а в двадцять — на військового писаря коша з рангом полкового старшини.
У 1764 році в складі військової делегації від Січі був на коронації Катерини II, де був представлений імператриці, співав для неї та був нагороджений пам'ятною срібною медаллю.

## Військовий шлях
Вперше участь у бойових діях взяв у війні з Османською імперією в 1769 році. Добре вивчив морську справу та досвід морських походів. Як один з найдосвідченіших козаків, у чині наказного отамана брав участь у поході полковника Третяка на Очаків та в поході на Дунай Якова Сідловського у квітні 1771 року. В поході вів «Журнал військових дій», складав лоцію району плавання та відзначився відвагою та військовою майстерністю в бою з османською ескадрою під Тулчею. Авторитет Головатого як бойового морського командира почав зростати надзвичайно швидко.
Антон Головатий був полковником Самарської паланки. За його керівництвом був збудований Свято-Троїцький собор у Самарі (сучасний Новомосковськ).
Після війни Катерина II без будь-якого погодження з Військом Запорозьким розпочала активно розселяти сербів, німців і росіян на козацьких землях («Вольностях Війська Запорозького»). Для вирішення цього питання, кошовий отаман Петро Калнишевський у 1774—1775 роках послав до Санкт-Петербурга козацькі делегації, до складу яких входив Антон Головатий. Не зважаючи на це, у 1775 році Січ було зруйновано.
Руйнування Січі було сприйнято в Україні як ганебний акт зради. 3 серпня 1775 року Катерина II спеціальним маніфестом проголосила, що «Січ Запорізька вкрай уже зруйнована зі знищенням на майбутнє й самої назви запорізьких козаків».
Перебуваючи в Санкт-Петербурзі, Антон Головатий нічого не знав про те, що діялося на Січі. Прибувши до фельдмаршала Григорія Потьомкіна з черговим клопотанням про Січ, у відповідь на привітання він почув: «Всьому кінець! Пропала ваша Січ!»
Після руйнування Січі Головатого звільнили зі служби й він зайнявся власним господарством.

## По руйнації Січі
На території Азовської губернії на 1776 рік земельні ділянки отримали 15 колишніх запорозьких старшин, Антон Головатий отримав 3 593 десятини (3 925,5 га) на річці Кільчені.
Потьомкін клопотав перед Державною військовою колегією про військові чини колишнім запорозьким старшинам, «які в злочині кошового і його спільників не брали участь». Серед них й Антон Головатий — подарований чин поручика разом з дворянським званням; потім призначили капітаном-справником у м. Новомосковську. Пожалувано й поселення Веселе в Новомосковському повіті. Таким чином Головатий спромігся зберегти своє майно і великі володіння на запорозьких землях та уникнути болісних судових процедур.
1 січня 1778 Антона Головатого призначили наглядачем Катеринославського повіту, де теж був виділений земельний наділ. Він міг оселитися десь у Старому Кодаці чи на річці Самарі, стати заможним поміщиком, але його вірність козацькому братству змусила йти іншим шляхом.
Господарством Антон Головатий займався до осені 1787 року, коли йому разом з Сидором Білим вдалося умовити Григорія Потьомкіна створити «Військо вірних козаків», і вже 22 січня 1788 року на козацькій раді його обирають військовим суддею новоствореного козацького війська.
Готуючись до бойових дій, піші козаки «вірного війська» збиралися в Прогноях під керівництвом кошового отамана Сидора Білого, кінноту організовував у Чилеклеї Захар Чепіга, а Лиманську гребну флотилію очолив Антон Головатий.
Він став другою особою після кошового отамана. До його обов'язків входило організовувати роботу старшини, вести переговори, бути радником отамана, залагоджувати непорозуміння між підрозділами й козаками, заміщати кошового отамана в поході, якщо така потреба виникала.
17 червня 1788 року в бою під Очаковом був смертельно поранений кошовий отаман Сидір Білий, після чого Антон Головатий взяв управління боєм на себе. В сильний вітер і шторм козацькі чайки не лише буксирували скампавеї з десантом, а й успішно штурмували ворожі кораблі. Джезаїрлі Ґазі Гасан-паша не дорахувався після цього бою шести лінійних кораблів, двох фрегатів та сімох малих суден; втрати османського флоту склали близько шести тисяч чоловік. Козацькі чайки виявились ефективною зброєю проти великих вітрильних кораблів.
Про одержану перемогу генерал-фельдмаршал князь Григорій Потьомкін писав у реляції 19 червня 1788 року в столицю: «Флот капітан-паші веслувальною флотилією розгромлений, 6 кораблів лінійних спалено та 2 віддалися…30 суден розбиті…Між кораблями знищені капітан-пашинський та віце-адміральський, у полон взято людей з 3000, побито не менше… Ця перемога одержана малими, новозбудованими за небувалим калібром, веслувальними суднами, яких побудовано до 200, … легкість і моторність (їхня) така, що ворожий корабель тільки встигав їх побачити, а вони уже той оточують… Встановлено, що вони незрівнянно більше загибелі ворожому флоту вчиняти можуть, аніж великі військові кораблі — як це в останній поразці османського флоту насправді й виявилося. Цими суднами переважно керують запорожці…»
Після перемоги під Очаковом «Військо вірних козаків» перейменовано в Чорноморське козацьке військо й, відповідно, козацьку флотилію стали називати Чорноморською козацькою флотилією. Її назва перенесена на весь флот, який відтоді став називатися Чорноморським флотом.

## Взяття Очакова
Потьомкін вимагав від Суворова взяти Очаків. Османська імперія серйозно підготувалася до війни та на підступах до Очакова створила ряд сильних оборонних рубежів. У Бузькому лимані такими були османські селища Аджидол і Яскі, які не давали можливості сухопутним військам Суворова взяти в облогу Очаків. Тоді Григорій Потьомкін доручив це завдання Антону Головатому.
«Раз не можна вдень, то візьмемо вночі» — запевнив фельдмаршала Головатий. Нічним рейдом по Бузькому лиману козацька ескадра під ранок вдарила на Аджидол і Яскі й до ранку над ними вже майоріла козацька біла корогва з синім хрестом. У цій блискавичній операції Антон Головатий знову виявив свої найкращі військові здібності талановитого флотоводця.
Падіння двох османських селищ дало змогу О. Суворову в липні розпочати штурм Очакова. Та штурм цієї фортеці затягнувся до глибокої осені. Перед Очаковом, на острові Березань, стояла потужна османська артилерійська батарея, яка перетворила острів, а з ним і Очаків, на непохитну твердиню. Кілька разів О. Суворов намагався взяти острів, але щоразу османський гарнізон, захищаючись, завдавав йому поразки. Тоді генерал-аншеф разом з принцом Нассау-Зігеном взялися писати скарги до Санкт-Петербурга, звинувачуючи в своїх невдачах Потьомкіна.
Відсторонивши іноземного принца від посади командира флотилії, Потьомкін викликав Головатого й доручив йому розібратися з непокірним островом. Для виконання завдання Головатий організував розвідку за островом і в скорому часі виявив, що османський гарнізон час від часу вирушає за провіантом з острова до Очакова.
7 листопада 1788 року, вистеживши, що частина гарнізону з острова Березань відбула до Очакова за провіантом, Антон Головатий на чайках з 800 козаками серед білого дня направився до острова з боку його високих, скелястих берегів. Османська батарея відкрила вогонь, але козаки досить швидко увійшли під прикриття скель і, знявши з чайок фальконети, атакували батарею. В окопах знаходилася лише артилерійська обслуга, тож козаки, вибивши її з позицій, захопили батарею. Частина османського гарнізону, відступивши, закрилася в фортеці посеред острова. Антон Головатий швидко розвернув османську батарею й почав руйнувати нею фортечні стіни. Османський комендант острова паша Осман, побачивши, що до острова підходять ще і скампавеї з козацьким десантом на борту, здав острів Головатому.
На Березані козаки Головатого захопили 11 османських знамен, 21 гармату, багато зброї та боєприпасів, а також звільнили з полону 25 своїх побратимів, серед яких був полковий старшина та кілька отаманів, захоплених османами під час бою в лимані.
Залишивши на Березані козацький гарнізон, Антон Головатий з полоненим пашою та ключами від острова відплив до берега з доповіддю головнокомандувачу про здобуту перемогу. За виявлені мужність і героїзм при взятті острова фельдмаршал Григорій Потьомкін особисто нагородив Антона Головатого своїм власним орденом Святого Георгія!
Після падіння Очакова 6 грудня 1788 року Антон Головатий перебазував козацький кіш за наказом Потьомкіна з Васильківського урочища в гирло нинішньої річки Березанки, що в Миколаївській області. Таким чином фельдмаршал намагався закріпити за собою щойно відбиті в османів українські землі.
28 липня 1789 Де Рібас нагородив Антона Головатого за наказом Григорія Потьомкіна позолоченою срібною «палицею судейською війська вірних козаків Чорноморських».

## Наказний отаман
У травні 1779 року в боях з османською армією під Бендерами одержав тяжке поранення кошовий отаман Захар Чепіга, що змусило його передати військові клейноди коша Антону Головатому.
З цього часу наказний отаман флотилії та військовий суддя коша на тривалий час стає командиром Чорноморського козацького війська: пішого, кінноти та флотилії й підпорядковується безпосередньо генералові де Рібасу. Розвиваючи успіх, князь Потьомкін головний удар своїх військ спрямував до гирла Дунаю. Для забезпечення успіху своїх дій у серпні 1789 року він наказав Антону Головатому взяти Хаджибей (нинішню Одесу), де знаходилася османська фортеця.
У розпорядженні Головатого були три кінних козацьких полки полковника Кіндрата Табанця, флотилія та приданий батальйон російської піхоти. Козацька кіннота з ходу оволоділа околицями Хаджибея, і після нетривалого, але запеклого штурму Головатий із суші й моря фортецю взяв. Козаки билися з надзвичайною хоробрістю, про що Потьомкін постійно доповідав у столицю.
А далі бойовий шлях Головатого проліг до Акермана, нинішнього Білгород-Дністровського — українського порту ще княжих часів. Атаки з моря і суші фортеця не витримала, і незабаром над її грізною головною вежею замайоріли козацькі корогви.
Взагалі в ході цієї війни флотилія Антона Головатого відзначалася надзвичайною активністю. Не встигли ще козацькі фальконети охолонути після штурму Акермана, як Антон Головатий на 50 чайках з 2298 козаками прорвався Дністром до самої Тягині (сучасні Бендери). Цю фортецю тривалий час штурмували російські й козацькі війська Михайла Кутузова та кошового Захарія Чепіги, але так і не змогли її взяти. В час, коли козаки Захарія Чепіги штурмували фортецю з суші, флот Головатого атакою з річки змусив коменданта Бендер спустити свій прапор і здатися.
Слід зазначити, що військове мистецтво та подвиги Антона Головатого в операціях при взятті Хаджибея, Акермана і Бендер не залишилися не поміченими. За клопотанням Григорія Потьомкіна козацького полковника було нагороджено чином полковника російської армії.
Із Бендер флотилія Головатого повертається до Хаджибея й розпочинає бойові дії з блокування османських сполучень на Дунаї, робить вагомий внесок під час штурму османських фортець Тулча, Усакча та Кілія.
Чорноморська козацька флотилія була головною ударною силою всього російського флоту. Вона завжди знаходилася в авангарді й першою розпочинала бій. Антон Головатий прекрасно налагодив взаємодію свого десанту з сухопутними козацькими полками Захарія Чепіги та військами Михайла Кутузова, що й стало основою їхнього успіху.

## Ізмаїл

Взяття Фортеці Ізмаїл. Частина монументу Антону Головатому в Одесі

На початку зими 1790 року розпочалася знаменита операція російських військ під командуванням О.Суворова зі штурму Ізмаїла.
Маючи перед очима приклад Бендер, О. Суворов випросив у Потьомкіна всю Лиманську гребну флотилію де Рібаса, яку наказав зосередити в Сулині. Османи були завбачливі й передбачили можливість такої ситуації, тому вирішили раз і назавжди покінчити з козацьким флотом під час його переходу морем. Біля Хаджибея з'явився весь османський флот у складі 14 лінійних кораблів, 8 фрегатів і 23 суден з наміром взяти в Головатого реванш за Очаків і Кінбурн. Та османський намір не вдався. Стоянку їхнього флоту виявила севастопольська ескадра контр-адмірала Федора Ушакова.
Захоплений зненацька Федором Ушаковим османський флот під час шестигодинного бою зазнав відчутної поразки і був розсіяний по морю. Флагманський корабель «Капуданія» адмірала Сеїд-бея загорівся і вибухнув, а сам османський адмірал дістався Ушакову в бранці. Після цієї битви генерал Хосе де Рібас віддав наказ козацькій флотилії розпочати бойові дії під Ізмаїлом.
Початок операції розпочався з того, що козаки-чорноморці Антона Головатого першими прибули під стіни Ізмаїла й піддали їх масованому обстрілу з гармат. Та під стінами фортеці на Дунаї знаходились і кораблі османського флоту.
У двох морських битвах — біля острова Верхнього Чатапи та вище Ізмаїла — козаки потопили османські кораблі й позбавили гарнізон Ізмаїла підтримки флоту та можливості доставляти підкріплення з османського берега Дунаю.
Одержавши перевагу в ініціативі та розвиваючи успіх, полковник Антон Головатий з ходу атакував фортецю Табія і, після кровопролитного бою взяв її штурмом. У бій козаків він вів особисто. Використовуючи отриману оперативну перевагу і, користуючись розгубленістю противника, Головатий атакував і важку османську батарею, яка прикривала Ізмаїл з боку Дунаю, і взяв її. Османи, розуміючи, що козаки фактично здобули ключі від фортеці, провели контратаку великими силами й змусили козаків зі значними втратами залишити батарейні редути та відступити на острів Сулин. Якби під час цього бою де Рібас чи О.Суворов, які холоднокровно спостерігали за його ходом, атакували фортецю з суші, її доля була б вирішена в той же день. А так Ізмаїл, хоч і відрізаний козацькою флотилією від Дунаю, залишився незламним.
О. Суворов лише був задоволеним діями Чорноморської козацької флотилії, яка створила переможну ситуацію й повторила розвиток операції під Очаковом.
За порадою кошового отамана Захарія Чепіги Суворов призначив штурм Ізмаїла на ранок 11 грудня 1790 р., до падіння густих туманів. З ранковою зорею десантом з острова Сулин флотилія Антона Головатого першою розпочала штурм, вдаривши на османські батареї і змусила їх замовкнути. На 8 годину ранку козаки знову взяли османські редути й укріплення з боку Дунаю, і доки сухопутні війська О. Суворова штурмували стіни, вдерлися до фортеці.
На її вулицях чорноморців атакував відбірний корпус яничарів під командуванням самого кримського хана Каплана Ґерая. Оточені яничари билися з відвагою приречених. Бій був жорстокий, ніхто нікого не жалів. Переважаючими силами яничари почали тіснити козаків. Та в цей вирішальний час бою, поспів на допомогу Михайло Кутузов зі своїми гренадерами й опір яничарів було зломлено.
Останній кримський хан Каплан Ґерай разом зі своїми п'ятьма синами загинув у цьому бою. Морські піхотинці Головатого захопили 26 ворожих знамен. Ці військові трофеї цінуються найвище, бо означають військову доблесть і звитягу.
За штурм Ізмаїла Антона Головатого було нагороджено орденом Святого Володимира, а всіх козаків — срібною медаллю «За отменную храбрость при взятии Измаила Декабря 11 дня 1790», яка носилася на георгіївській стрічці. У бою за Ізмаїл загинуло 24 козацьких старшини (офіцерів) і 388 козаків. Про їхню славу і героїзм у народі складено багато пісень. В одній із них співається:
Від Килії до Ізмаїла покопані шанці,
Ой вирубали османи новоординців у середу вранці.
А Чорноморці, храбрі запорожці, через Дунай переїздили,
Вони тую проклятую Змаїлівську орду з батареї збили.
Та історична слава в цій кривавій битві повністю була віддана генерал-аншефу Олександру Суворову та російським воякам. Офіційна російська й радянська пропаганда й історіографія участь українських військ і флоту в визволенні Причорномор'я принципово замовчували, хоча добре знали, що більшість полків отих «чудо-богатирів» комплектувалися українцями та в Україні.
З падінням Ізмаїла війна для флотилії Антона Головатого не завершилася. 28 червня 1791 року вона з моря активно підтримувала війська генерала Рєпніна й брала участь у штурмі Мачина. При штурмі фортеці та міста чорноморці знову виявили мужність і героїзм, як і під Ізмаїлом.
Це була остання операція Чорноморської козацької флотилії. 31 липня 1791 року в Галаці був підписаний мир. Кордони між Османською імперією і Російською імперією встановлювалися по Дністру. Українські козаки поверталися з війни сповненими надій, що обіцянки фельдмаршала князя Потьомкіна надати їм для проживання визволені ними же землі між Південним Бугом і Дністром будуть виконані. З його дозволу на тих землях вже навіть поселилися 1759 запорозьких сімей у 25 великих селищах. Та ці надії виявилися марними, особливо після смерті Григорія Потьомкіна 5 жовтня 1791 року.

## Слободзея— центр чорноморського козацького краю
Перед початком 2-ї османської війни Григорій Потьомкін отримав дозвіл від Катерини II відновити запорозьке військо. Після відновлення війська постало питання про надання їм землі, це питання Григорій Потьомкін вирішив для козаків у 1790 р. На цей час росіянами були зайняті землі від Південного Бугу до Дністра (Очаківська земля). 19 квітня 1790 року козакам були надані ці землі в довічне володіння. Отримати грамоту козаки в той час не могли, оскільки до закінчення війни землі офіційно належали ще османам. Слободзея була центром Чорноморського козацького краю (Очаківської землі). Тут знаходився кошовий чорноморського війська та вся козацька старшина, тут знаходилась також військова скарбниця, артилерія, військовий табір, а після припинення військових дій з османами й весь козацький флот. Козаки побудували тут будинок військової канцелярії, церкву, школи, пушкарні, багато будинків та хатів для проживання.
Багато козаків та старшини переселили сюди свої сім'ї з Катеринославської губернії. До лютого 1792 сюди (чорноморський козацький край) було переселено 7759 козацьких та старшинських сімей. В самому «коші» козаки побудували крамниці, а по березі Дністра та річки Турунчуку козаки заклали хутори з виноградними та фруктовими садами. Хутори Антона Головатого та Захара Чепіги були найбільшими та найкраще впорядкованими. Після припинення російсько-турецької війни послуги козаків вже були Російській імперії в цих краях непотрібні, крім того, після смерті Потьомкіна 5 жовтня 1791, Катерина II забрала надану, але не підтверджену грамотою землю між Дністром та Південним Бугом. Натомість вона пообіцяла надати козакам за заслуги в 2-ій османській війні острів Фанагорію зі всіма землями праворуч річки Кубані, від її початку до Усть-Лабунського редуту. Для отримання цієї грамоти зі Слободеї до Санкт-Петербурга була відправлена козацька делегація. Після повернення послів святково зустріли: спочатку відбулася служба в військовій церкві Св. Трійці, а пізніше Антон Головатий та Захар Чепіга влаштували для старшини і простих козаків святкування. Головатий своїм коштом вибудував замість старої церкви Св. Архистратига Михаїла в Слободеї нову — над могилою своєї улюбленої доньки. Крім того Головатий зробив пожертву для монастирів у Нямті та на Афоні. 30 квітня 1793 Антон Головатий з військом вирушив зі Слободеї на Кубань.

## Шлях на Кубань
Зиму 1791—1792 років Антон Головатий провів у Слободзеї, туди перевіз і родину. Там він руками козаків збудував будинки, олійню, вітряк, хутір, розводив сади, завів 4 рибних заводи на річці Турунчуці, лихварював. Як господарник він був ощадливий та навіть скупий. Однак, його будинок був завжди відкритий для козаків. На свята Уляна Григорівна з дочкою Марією та слугами накривали столи, пригощали узваром всіх, хто заходив.
Мав Антон Головатий безпосереднє відношення до сучасної Одещини: на місці сучасного міста Біляївки знаходився хутір Головківка. Існує кілька версій походження найменування першого поселення, але усі вони пов'язані з його іменем.
Катерина II повелася з запорожцями-чорноморськими козаками віроломно. Тим, хто добув імперії нові землі, місця на рідній землі не знайшлося. Їх просто депортували за межі України. Указом від 30 жовтня 1792 року чорноморським козакам для проживання були визначені землі на Таманському півострові на Кубані — це все, чого домігся Антон Головатий на особистому прийомі в імператриці. Ще до виходу указу Катерини ІІ генерал-аншеф Каховський 21 травня наказав адміралу Мордвінову терміново переправити Чорноморську козацьку флотилію на Кубань. Тих, хто не хотів переселятися, чекало кріпацтво. До покріпачення козацьких сімей долучилися генерал де Рібас, поет Державін, граф Безбородько, Глінка й багато інших імператорських вельмож.
Збирались ще не закріпачені козаки в Акермані й Очакові, звідти козацька флотилія під командуванням полковника Павла Білого вийшла у свій останній морський похід, у вигнання, на Кубань. Прибула вона в Темрюк 25 серпня. Там рівно через 100 років у пам'ять про цю подію спорудили пам'ятник запорожцям, які своєю шаблею та кров'ю опанували дикі кубанські степи. Антон Головатий вів на Кубань сімейних козаків зі Слободзеї суходолом через Дон. Із 12622 козаків дійшло на Кубань лише 8200, не рахуючи членів сімей.

## Кубанські запорожці

Перехід на Кубань. Частина монументу Антону Головатому в Одесі

Прибувши на нове місце поселення та розселившись 38 куренями, козаки заснували там Кубанське козацьке військо. У 1794 році заклали Катеринодар (нинішній Краснодар), як столицю кубанського війська.
При заселенні Кубані Головатий збільшив не лише власне господарство за рахунок захоплення вільних земель, але й турбувався про благоустрій життя козаків, військового міста Катеринодара. Ще знаходячись у Слободзеї, Головатий писав Саві Білому про будівництво для його родини будинку на Тамані. Прохав він поставити «дві хати пов'язані між собою недалеко від води й щоб обов'язково там був садок», де б з полковником та кошовим «міг перехилити чарчину — другу гарячого вина».
Головатий за своє життя збудував декілька храмів. Але він допомагав не лише облаштувати церковне життя: займався також будівництвом допоміжних споруд у Катеринодарі, на свої кошти він у поселенні Захар'ївському влаштував дамбу, виписав з Криму тогочасний відповідник гідравлічного крана, розчистив джерела. Військовий суддя намагався з'єднати Малий Карасун з Великим — «для військової користі млин» на дамбі, але «гідравлічний кран» виявився непридатним для цієї справи.
Досить швидко, через рік, вони зрозуміли, для чого їм «даровано» кубанські землі та що означає «царицина зарплата». В 1795 році кошовому отаману Захарію Чепізі було наказано направити козацький полк на придушення повстання в Польщі, а в 1796 році — на так звану Перську війну для завоювання Азербайджану. Як і раніше, на нову війну імператорський уряд першими кинув українців.
У цей похід Антон Головатий вирушив на чолі флотилії та двох піших полків уже в чині кошового отамана та російського чину бригадира.
Отже, можемо вважати флотилію Головатого першою російською Каспійською флотилією, а Антона Головатого — її першим командиром. У боях на Кавказі козаки участі не брали, їх, зазвичай, кидали на різного роду військові роботи. Зміна клімату, незвичні обставини життя та хвороби стали косити козацькі ряди. Під час доправлення полків і флотилії до Баку почалася епідемія чуми. Сотні козаків вмирали, чимало їх утекло до «царя грузинського». Захворів і сам Антон Головатий.
Через виснаження й хворобу, бригадир і кошовий отаман Чорноморського козацького війська Антон Головатий помер на 53-ому році життя 28 січня 1797 року. Його смерть стала останньою краплею котра призвела до козацького повстання. Поховали отамана на території сучасного Ленкоранського району на острові Сари (Азербайджан). Донька Антона Головатого похована в церкві Св. Архистратига Михаїла в Слободеї.

## Доброчинність

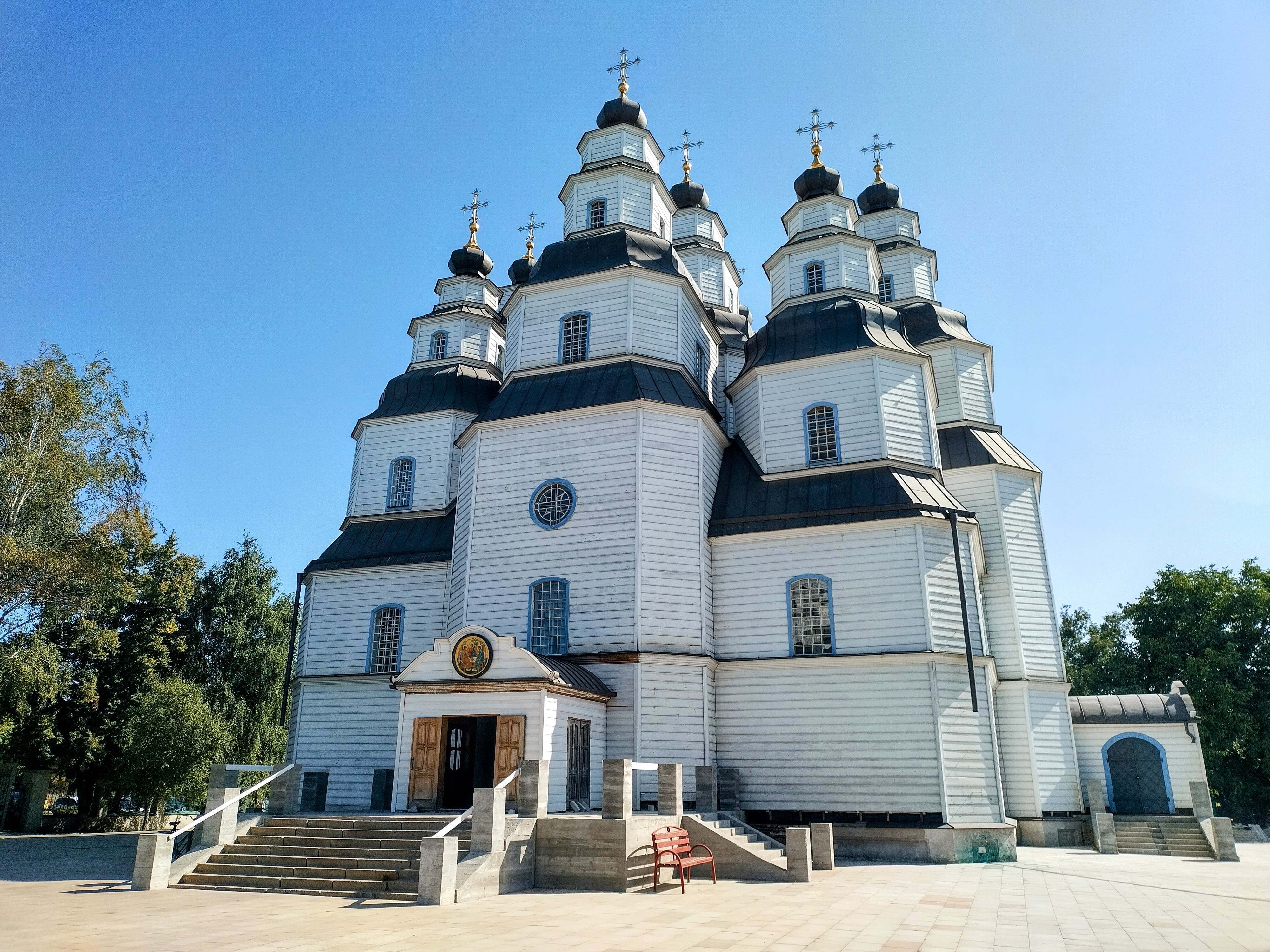
Свято-Троїцький собор заснований Антоном Головатим

- Антон Головатий своїм коштом вибудував замість старої церкви Св. Арх. Михаїла в Слободеї нову — над могилою своєї улюбленої доньки, а також церкву Св. Трійці.
- За його керівництвом був збудований Свято-Троїцький собор у Новомосковську.

## Літературна діяльність

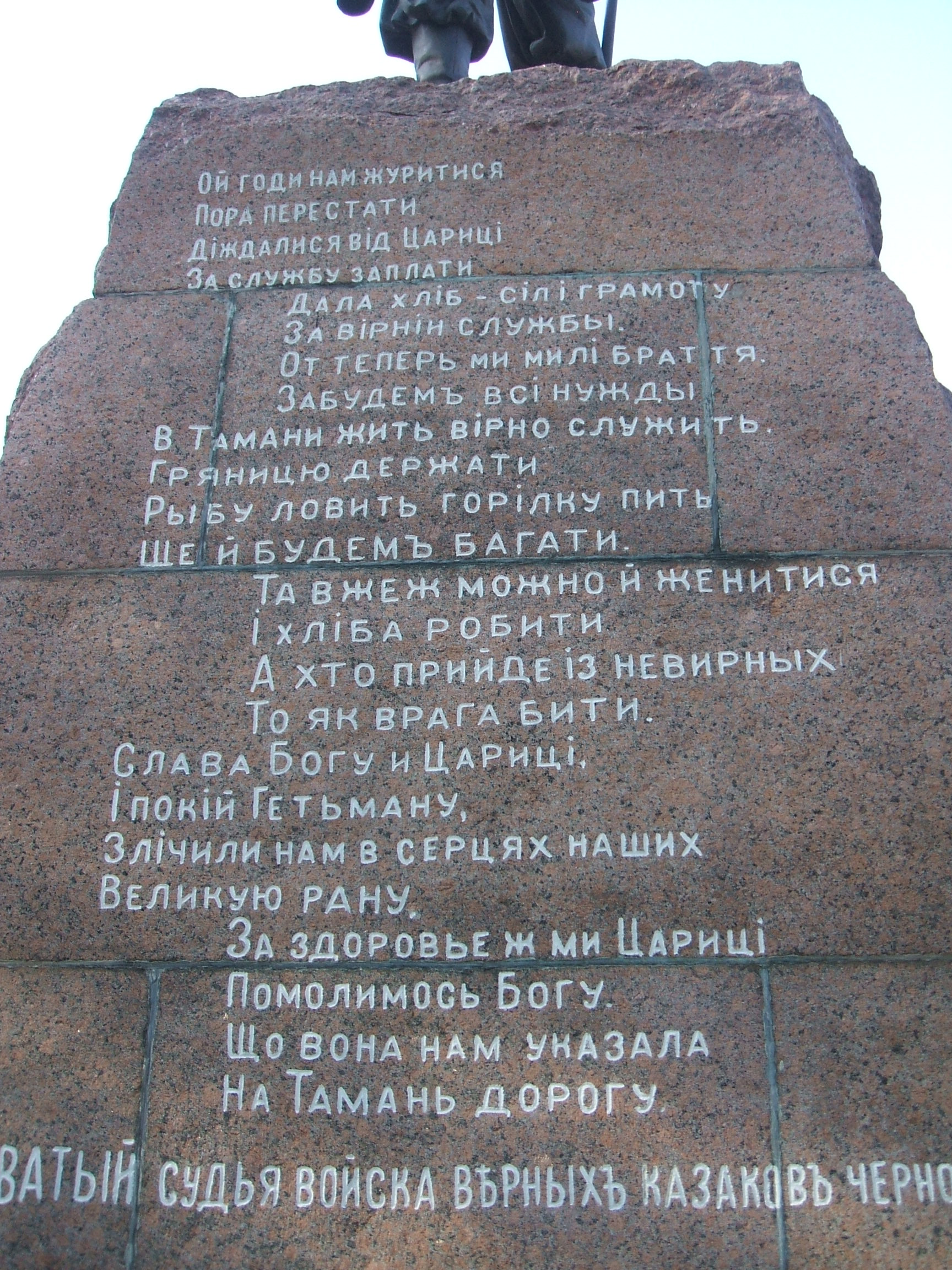
Вірші Головатого, вибиті на пам'ятнику першим переселенцям-запорожцям у станиці Тамань, Краснодарський край, РФ

Вірш А. Головатого «Пѣсня Черноморскаго войска, по полученіи на землю Высочайшихъ грамотъ сочиненная» став першим (1792) твором, надрукованим українською мовою на народній основі.

## Значення
Ім'я Антона Головатого оспіване в багатьох піснях в Україні; його згадував у своїх віршах і листах Тарас Шевченко. Із російської військової історії його ім'я викреслене протягом віків. Залишились лише народні перекази, які кубанські козаки передають із покоління в покоління.
Антон Головатий є останнім флотоводцем Доби козацького флоту України. І свій бойовий шлях він пройшов блискуче, не знаючи в бою поразок, зумів відродити зруйнований козацький флот і його бойову славу. Він був хоробрим воїном і талановитим флотоводцем та дипломатом.
Складним та суперечливим залишається образ Антона Головатого: у ньому поєднуються і найяскравіші доблесті, і найвідвертіші пороки. Головатий був справжнім сином свого століття; як і більшість його сучасників, він єднав у собі хоробрість та прислужництво, безкорисливість і намагання розбагатіти, демократичність та зарозумілість.

## Цікаві факти
- Свій відомий вірш «До Основ'яненка» Тарас Шевченко написав після прочитання історичного нарису Григорія Квітки-Основ'яненка «Головатий»[9]. У первісному варіанті вірша були такі рядки: «Наш завзятий Головатий не вмре, не загине; от де, люди, наша слава, слава України!» Але на зауваження П. Куліша Шевченко переробив перші два рядки на інші: «Наша дума, наша пісня не вмре, не загине»[10].
- Могила Антона Головатого збереглася дотепер в Азербайджані (острів Сари — близько 250 км на південь від м. Баку). На місці поховання збереглась пам'ятна дошка XVIII століття, що змальовує життя А. Головатого, а також надгробна плита на місці поховання інших козаків. Нагляд за місцем поховання здійснюють представники українського посольства в Азербайджані, а також російського козацтва, які вважають діяльність отамана частиною історії Росії — зокрема, Кубанського козацтва[11].

## Вшанування пам'яті
- Почесне найменування 73-го Морського центру спеціального призначення Сил спеціальних операцій ЗСУ — «Імені кошового отамана Антіна Головатого»
- Вулиця Головатого в місті Біляївка
- Вулиця Головатого в місті Борисполь
- Вулиця Головатого у місті Івано-Франківськ
- Вулиця Головатого у місті Львів
- Вулиця Отамана Головатого в місті Одеса
- Вулиця Антіна Головатого у місті Новомосковськ
- Вулиця Антіна Головатого у місті Краматорськ
- Вулиця Антона Головатого в місті Херсон
- Вулиця Антона Головатого у селищі Нові Санжари
- Провулок Отамана Головатого у місті Ізмаїл
- Провулок Антіна Головатого у місті Первомайськ.

## Галерея

Пам'ятник отаману Головатому у місті Одеса
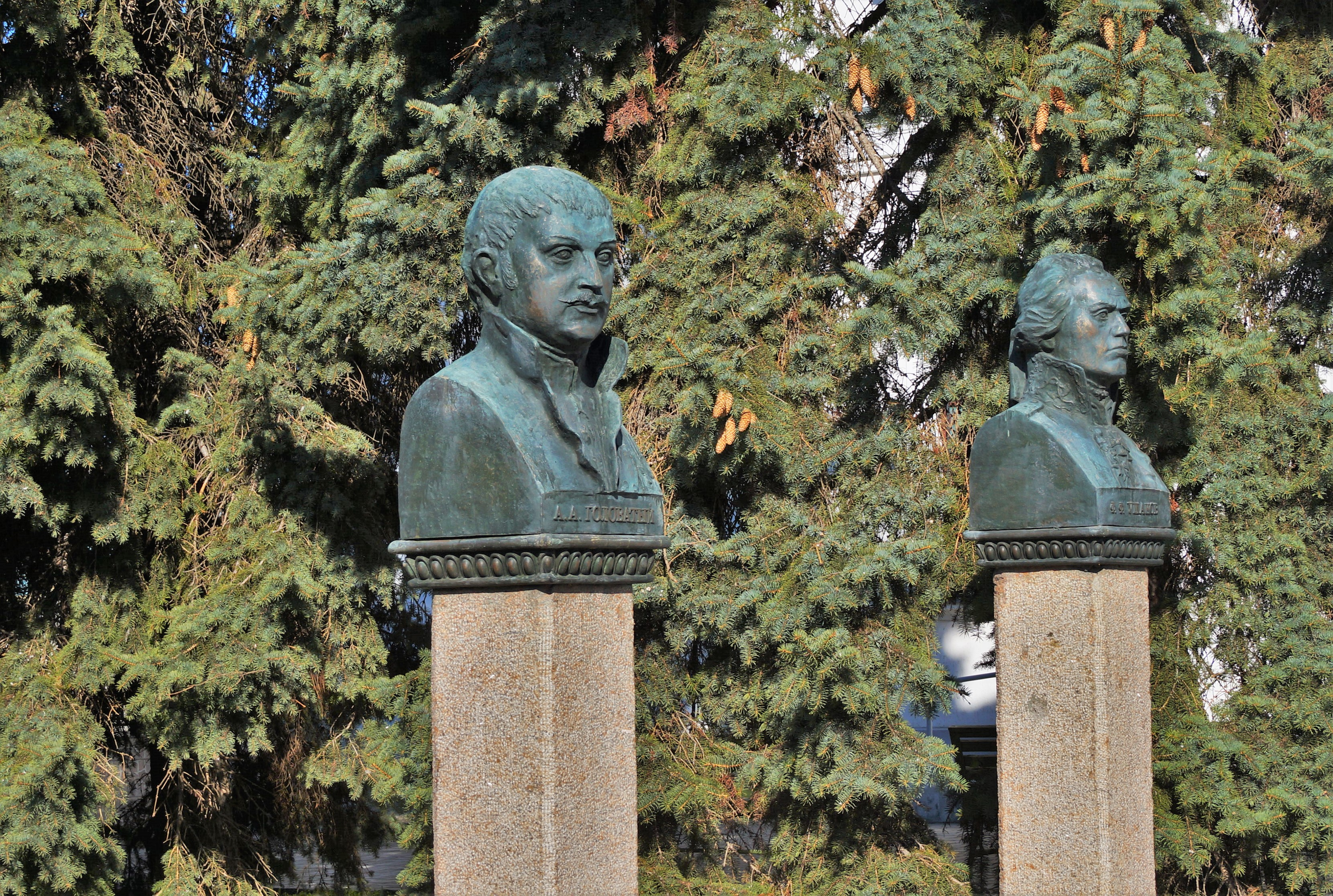
Погруддя Антіну Головатому у місті Очаків

## Додаткова література
- Головатий Антон Андрійович // Україна в міжнародних відносинах. Енциклопедичний словник-довідник. Випуск 5. Біографічна частина: А-М / Відп. ред. М. М. Варварцев. — К.: Ін-т історії України НАН України, 2014. — с. 106—107.
- [https://archive.org/stream/muzychna01#page/n497/mode/2up Головатий Антін] // Українська музична енциклопедія / Гол. редкол. Г. Скрипник. — Київ : ІМФЕ НАНУ, 2006. — Т. 1 : [А – Д]. — С. 488.
- Чухліб Т. В. Головатий Антон Андрійович // Енциклопедія історії України : у 10 т. / редкол.: В. А. Смолій (голова) та ін. ; Інститут історії України НАН України. — К. : Наукова думка, 2004. — Т. 2 : Г — Д. — 518 с. : іл. — ISBN 966-00-0405-2.